# Фриер-Файуэль
Фрие́р-Файуэ́ль (фр. Frières-Faillouël) — коммуна во Франции, находится в регионе Пикардия. Департамент коммуны — Эна. Входит в состав кантона Шони. Округ коммуны — Лан.
Код INSEE коммуны — 02336.

## Население
Население коммуны на 2010 год составляло 985 человек.
| 1962 | 1968 | 1975 | 1982 | 1990 | 1999 | 2010 |
| ---- | ---- | ---- | ---- | ---- | ---- | ---- |
| 698  | 660  | 574  | 635  | 775  | 774  | 985  |

## Экономика
В 2010 году среди 666 человек трудоспособного возраста (15—64 лет) 474 были экономически активными, 192 — неактивными (показатель активности — 71,2 %, в 1999 году было 66,7 %). Из 474 активных жителей работали 430 человек (238 мужчин и 192 женщины), безработных было 44 (19 мужчин и 25 женщин). Среди 192 неактивных 48 человек были учениками или студентами, 78 — пенсионерами, 66 были неактивными по другим причинам.